# Lachnus allegheniensis
Lachnus allegheniensis är en insektsart. Lachnus allegheniensis ingår i släktet Lachnus och familjen långrörsbladlöss. Inga underarter finns listade i Catalogue of Life.